# Седам мостова Кенигсберга
Седам мостова Кенигсберга је математички проблем којим се у 18. веку бавио Леонард Ојлер. Он је 1736. доказао да је проблем немогуће решити и на тај начин поставио основе теорије графова и постао зачетник идеје о топологији.
Проблем је задат на следећи начин: „Да ли је могуће прећи свих седам мостова града тако да се врати на почетак пута, али да се сваки мост пређе само једанпут?”
Он је приказао мапу мостова где је копно приказао као чворове графа, а мостове као гране између њих. Закључио је да решење не постоји, односно да на овакав начин није могуће прећи мостове. Разлог је био то што граф мора да има нула или два чвора парног степена (број грана које улазе или излазе из чвора).

 →
 →